# Слободо-Туринський район
Слобо́до-Тури́нський район (рос. Слободо-Туринский район) — адміністративна одиниця Свердловської області Російської Федерації.
Адміністративний центр — село Туринська Слобода.

## Населення
Населення району становить 12763 особи (2019; 15091 у 2010, 17034 у 2002).

## Адміністративно-територіальний поділ
На території району 4 сільських поселення:
| Поселення                            | Площа, км² | Населення, осіб (2002) | Населення, осіб (2010) | Населення, осіб (2019) | Центр             | Населені пункти |
| ------------------------------------ | ---------- | ---------------------- | ---------------------- | ---------------------- | ----------------- | --------------- |
| Ніцинське сільське поселення         | -          | 1712                   | 1463                   | 1187                   | Ніцинське         | 4               |
| Сладковське сільське поселення       | -          | 2692                   | 2116                   | 1686                   | Сладковське       | 10              |
| Слободо-Туринське сільське поселення | -          | 8508                   | 7988                   | 7068                   | Туринська Слобода | 14              |
| Усть-Ніцинське сільське поселення    | -          | 4122                   | 3524                   | 2822                   | Усть-Ніцинське    | 20              |

## Найбільші населені пункти
| № | Населений пункт   | Населення, осіб (2002) | Населення, осіб (2010) |
| - | ----------------- | ---------------------- | ---------------------- |
| 1 | Туринська Слобода | 6 123                  | 5 955                  |